# Carcelia burnsi
Carcelia burnsi là một loài ruồi trong họ Tachinidae.